# Monoxia consputa
Monoxia consputa är en skalbaggsart som först beskrevs av J. L. Leconte 1857.  Monoxia consputa ingår i släktet Monoxia och familjen bladbaggar. Inga underarter finns listade i Catalogue of Life.